# Lasiopsis henningi
Lasiopsis henningi är en skalbaggsart som beskrevs av Fischer 1823. Lasiopsis henningi ingår i släktet Lasiopsis och familjen Melolonthidae. Inga underarter finns listade i Catalogue of Life.